# Mini Hams no Kekkon Song
Singles de Mini Hams (uta : Mini Moni)
Mini Hams no Ai no Uta
(2001) Mirakururun Grand Purin! (...)
(2003)
Singles par Mini Moni
Genki Jirushi no Ōmori Song (...)
(2002) Rock 'n' Roll Kenchō Shozaichi (...)
(2003)
 Mini Hams no Kekkon Song  (ミニハムずの結婚ソング, ou Minihams, Minihamus, Minihamuzu ...) est le 7e single du groupe Mini Moni, sous-groupe de Morning Musume ; le single est en fait pour la deuxième fois attribué à Mini Hams (uta : Mini Moni) (ミニハムず (歌:ミニモニ。)), en référence à la série anime Hamtaro.

## Présentation
Le single sort le 4 décembre 2002 au Japon sous le label Zetima, une semaine seulement après le précédent single de Mini Moni, Genki Jirushi no Ōmori Song, et un an après son précédent single en tant que Mini Hams, Mini Hams no Ai no Uta. Il est écrit et produit par Tsunku. Il atteint la 10e place du classement de l'Oricon. Il se vend à 21 612 exemplaires la première semaine, et reste classé pendant douze semaines, pour un total de 60 001 exemplaires vendus durant cette période. Il sort aussi le même jour au format "Single V" (VHS et DVD), contenant le clip vidéo.
La chanson-titre a été utilisée comme thème musical pour le deuxième film tiré de la série anime Hamtaro, Ham-ham-ham-ja! Maboroshi no Princess, dans lequel le groupe apparait en version anime caricaturé en groupe de hamsters sous le nom Mini Hams ; il est représenté sous cette forme sur la pochette du disque, avec ce nom de groupe et les surnoms des membres utilisés dans le film. Cette chanson figurera sur l'album Mini Moni Songs 2 qui sortira un an plus tard.
C'est en fait le dernier single de Mini Moni avec Mari Yaguchi, remplacée peu après par Ai Takahashi ; cette dernière avait pourtant été présentée dans le single précédent, Genki Jirushi no Ōmori Song, qui aurait dû logiquement marquer le départ de Yaguchi comme dans le film dont il est tiré, Mini Moni ja Movie: Okashi na Daibōken!. Cette anomalie est due à la sortie simultanée des deux films, alors que les sorties des deux disques n'ont pas respecté la chronologie logique.
Membres du groupe
Mari Yaguchi (alias Good-chan) ; Nozomi Tsuji (alias Nonno-chan) ; Ai Kago (alias Ai~n-chan) ; Mika Todd (alias Merica-chan)

## Liste des titres
Toutes les chansons sont écrites et composées par Tsunku.
| 1. | Mini Hams no Kekkon Song (ミニハムずの結婚ソング)                     | DANCE☆MAN        | 3:40 |
| 2. | Mini Ham Kisha (ミニハム汽車)                                         | Yuichi Takahashi | 3:18 |
| 3. | Mini Hams no Kekkon Song (Original Karaoke) (...オリジナル・カラオケ) | DANCE☆MAN        | 3:47 |

| 1. | Mini Hams no Kekkon Song (ミニハムずの結婚ソング)                                                                           |  |
| 2. | Ham-ham-ham-ja Hamumu-ja! Namae o Ire te Ieru ka na? Taikai (ハムハムハムージャ ハムムージャ! 名前を入れて言えるかな? 大会) |  |
| 3. | ♪~"Mini Ham Kisha" (♪〜「ミニハム汽車」)                                                                                    |  |